# Andrija Stipanović
Andrija Stipanović, né le 18 décembre 1986, à Mostar, en République socialiste de Bosnie-Herzégovine, est un joueur croate naturalisé bosnien de basket-ball. Il évolue au poste de pivot.